# Марушкино
Мару́шкино — деревня в составе района Внуково Новомосковского административного округа Москвы (до 1 июля 2012 года входила в состав Наро-Фоминского района Московской области). С 2005 по 2024 являлась административным центром муниципального образования «Поселение Марушкинское»

## Население
| 1852  | 1859 | 1890 | 1899 | 1926 | 2002  | 2006  |
| ----- | ---- | ---- | ---- | ---- | ----- | ----- |
| 137   | ↘130 | ↗154 | ↗159 | ↗222 | ↗2282 | ↗2921 |
| 2010  |      |      |      |      |       |       |
| ↘2904 |      |      |      |      |       |       |

Согласно Всероссийской переписи, в 2002 году в деревне проживало 2282 человека (1046 мужчин и 1236 женщин); преобладающая национальность — русские (94 %). По данным на 2005 год, в деревне проживал 2921 человек.

## Инфраструктура
Располагается на высоком холме. Внизу холма протекает Алёшин ручей.
В деревне расположены администрация поселения Марушкинское, котельная, детский сад, школа, ледовая арена "Снегирь", парк, парикмахерские, амбулатория, магазины оптовой и розничной торговли, супермаркет «Магнит» и «Пятёрочка», очистные сооружения, станция перекачки, сельский дом культуры.
В Марушкинском парке стоит стела в память о погибших в ВОВ односельчан.

## История
В середине XIX века деревня Марушкино относилась ко 2-му стану Звенигородского уезда Московской губернии, в деревне был 21 двор, крестьян 67 душ мужского пола и 70 душ женского.

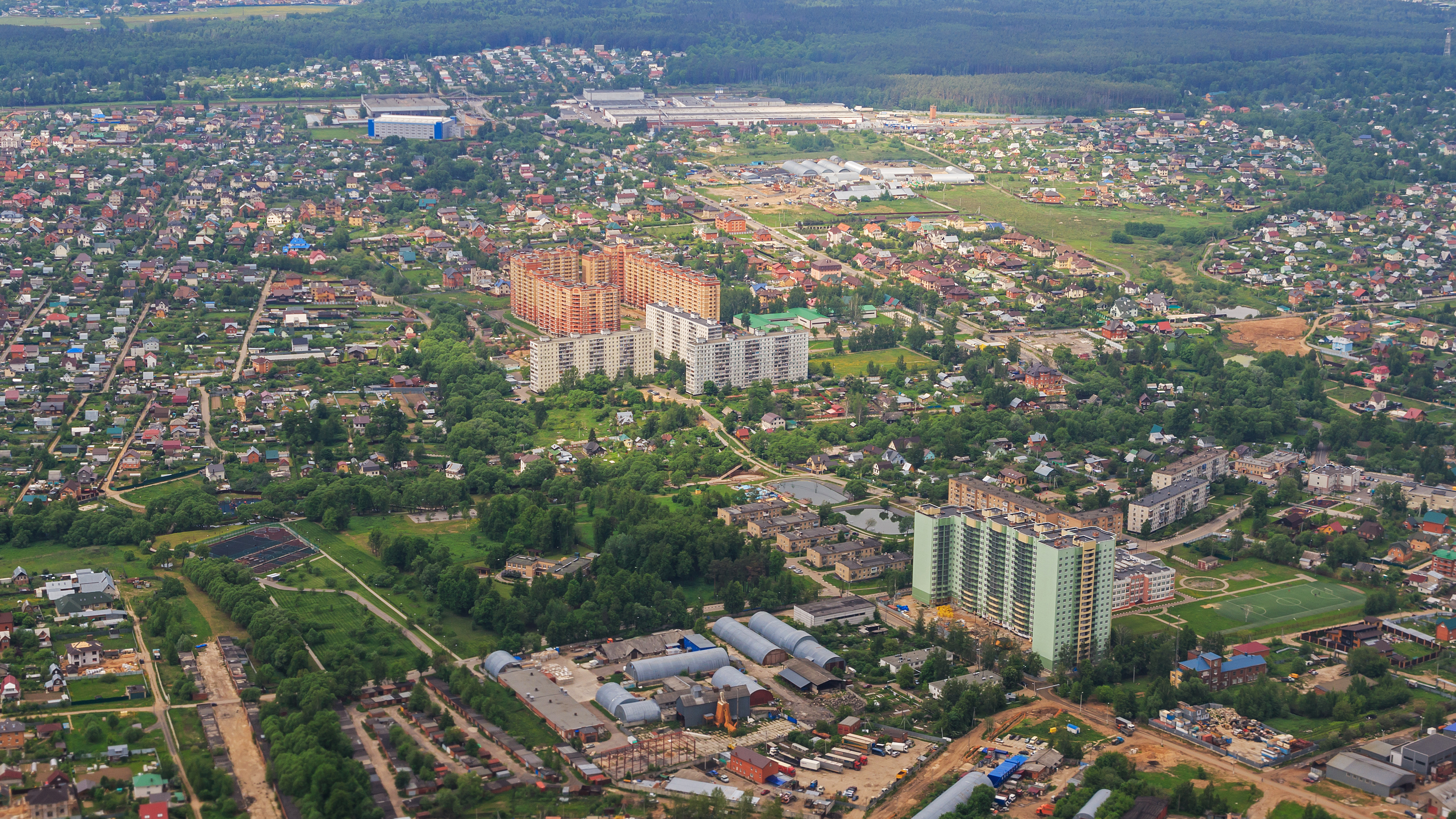
Вид на Марушкино с воздуха

В «Списке населённых мест» 1862 года — казённая деревня 1-го стана Звенигородского уезда по правую сторону Ново-Калужского тракта из Москвы на село Нара Верейского уезда, в 29 верстах от уездного города и 17 верстах от становой квартиры, при речке Марушке, с 20 дворами и 130 жителями (55 мужчин, 75 женщин).
По данным на 1899 год — деревня Перхушковской волости Звенигородского уезда с 159 жителями.
В 1913 году — 34 двора.
По материалам Всесоюзной переписи населения 1926 года — центр Марушкинского сельсовета Перхушковской волости Звенигородского уезда в 7,5 км от Звенигородского шоссе и 7,5 км от платформы 36 км Белорусской железной дороги, проживало 222 жителя (106 мужчин, 116 женщин), насчитывалось 45 хозяйств, из которых 34 крестьянских.
1929—1930 гг. — населённый пункт в составе Звенигородского района Московского округа Московской области.
1930—1963, 1965—2012 гг. — в составе Наро-Фоминского района Московской области. В 1994—2006 годах центр Марушкинского сельского округа.
1963—1965 гг. — в составе Звенигородского укрупнённого сельского района Московской области.
В 2004 году в состав деревни был включён посёлок ОПХ «Толстопальцево».
В 2024 году в ходе административной реформы вошла в состав района Внуково.

## Транспорт
По границе деревни проходит автодорога, соединяющая Боровское шоссе со станцией Толстопальцево и дачным посёлком Кокошкино.
Курсируют автобусные маршруты № 878 (Платформа Кокошкино — Ст. Метро Теплый Стан), № 889 (ул. Ленина (пос. Толстопальцево) — ул. Насосная (пос. Внуково)), № 950 (Ст. Солнечная — Платформа Кокошкино), № 750 ( пос. Толстопальцево - Ст. Солнечная ), №с162 (МЦД Толстопальцево - 3-й микрорайон Московского), обслуживаемые ГУП «Мосгортранс». 

## Спорт
В деревне была местная футбольная команда «Штурм», ставшая чемпионом открытого чемпионата Наро-Фоминского района. Сейчас в деревне имеется футбольная команда «Маяк», считающаяся лучшей футбольной командой в ТиНАО. С 2021 года функционирует многофункциональный спортивный комплекс "Снегирь Арена" по 12 видам спорта (хоккей, фигурное катание, баскетбол, футбол, художественная гимнастика, теннис, сквош, единоборства, танцы, йога, кенго джампс, кроссфит).